# Relations entre le Bangladesh et l'Iran
Les relations entre le Bangladesh et l'Iran sont les relations bilatérales de la république populaire du Bangladesh et de la république islamique d'Iran. Bien qu'il n'y ait pas d'accords majeurs ni de commerce important, les représentants des deux nations ont appelé à l'élargissement des relations économiques entre les deux pays.

## Histoire

### Relations anciennes
Le sultanat du Bengale était un bastion pour les immigrants iraniens et turcs. Avec le persan comme langue officielle, le Bengale a connu un afflux de savants, d'avocats, d'enseignants et de religieux persans. Sous le règne de Ghiyasuddin Azam Shah (en), Sonargaon est devenu un centre important de la littérature persane, avec de nombreuses publications de prose et de poésie. Décrite comme « l'âge d'or de la littérature persane au Bengale », sa stature est illustrée par la correspondance du sultan avec le poète persan Hafez. Lorsque le sultan a invité Hafez à compléter un ghazal incomplet du souverain, le poète a répondu en reconnaissant la grandeur de la cour du sultan et la qualité littéraire de la poésie bengali-persane.
L'empereur Shah Rukh de Perse avait des relations diplomatiques avec le sultan du Bengale Jalaluddin Muhammad Shah (en). L'empereur Shah Rukh a contribué à mettre fin à la guerre de cinq ans entre le sultanat du Bengale et le sultanat de Jaunpur après avoir fait pression sur le sultan de Jaunpur, Ibrahim Shah, pour qu'il s'abstienne d'attaquer le Bengale « ou qu'il en assume les conséquences ». Ce à quoi le sultan de Jaunpur a obéi, et a renoncé à ses attaques contre le Bengale.

### Guerre de libération
Pendant la guerre de libération du Bangladesh en 1971, l'Iran a soutenu le Pakistan occidental sur le plan politique et diplomatique. L'Iran était préoccupé par l'éclatement imminent du Pakistan qui, craignait-il, aurait provoqué le fractionnement de l'État en petits morceaux, ce qui aurait finalement entraîné l'encerclement de l'Iran par ses rivaux. Le président américain Richard Nixon a encouragé l'Iran à envoyer des fournitures militaires au Pakistan. Au début du conflit, l'Iran avait aidé le Pakistan occidental en abritant les avions de chasse de la PAF et en lui fournissant gratuitement du carburant pour qu'il puisse participer au conflit, dans une tentative de maintenir l'intégrité régionale du Pakistan.  
Lorsque le Pakistan a appelé à un cessez-le-feu unilatéral et que la reddition a été annoncée, le Shah d'Iran a réagi à la hâte en préparant l'armée iranienne à élaborer des plans d'urgence pour envahir le Pakistan par la force et annexer sa province du Baloutchistan, par tous les moyens nécessaires, avant que quelqu'un d'autre ne le fasse. Les États-Unis ont également envoyé des fournitures militaires au Pakistan occidental et les ont fait passer par l'Iran.

### Relations modernes
Avec la chute du Shah en 1979, de nouvelles dimensions ont été ajoutées aux relations entre la République islamique d'Iran nouvellement proclamée et le Bangladesh. Les relations se sont progressivement développées, le président Hashemi Rafsanjani devenant le premier dirigeant iranien à visiter le Bangladesh indépendant en 1995. Par la suite, la Première ministre bangladais Sheikh Hasina s'est également rendu en Iran et a eu des entretiens avec le président Mohammed Khatami. L'Iran a aidé le Bangladesh avec un programme d'aide après le passage du cyclone Sidr en 2007.
Le gouvernement du président Mahmoud Ahmadinejad a cherché à approfondir les liens entre les deux Etats, avec des investissements iraniens dans l'industrie bangladaise. Le Bangladesh a également soutenu le programme nucléaire iranien, affirmant qu'il est destiné à des fins pacifiques.
À la mi-2007, le gouvernement bangladais a demandé à l'Iran de l'aider à construire une centrale nucléaire au Bangladesh, afin de compenser la diminution de la disponibilité du gaz pour la production d'électricité. Le ministre bangladais de l'électricité, de l'énergie et des ressources naturelles a également demandé l'aide de l'Iran pour la construction de nouvelles raffineries de pétrole au Bangladesh.